# Samoa Americana nos Jogos Olímpicos de Inverno de 1994
Samoa Americana participou dos Jogos Olímpicos de Inverno de 1994 em Lillehammer, na Noruega. Foi a única participação do país em Jogos Olímpicos de Inverno.

## Desempenho

### Bobsleigh
| Atleta                        | Evento | Descida 1 | Descida 2 | Descida 3 | Descida 4 | Total   | Total |
| Atleta                        | Evento | Descida 1 | Descida 2 | Descida 3 | Descida 4 | Tempo   | Pos.  |
| ----------------------------- | ------ | --------- | --------- | --------- | --------- | ------- | ----- |
| Faauuga Muagututia Brad Kiltz | Duplas | 55.57     | 55.25     | 55.06     | 55.16     | 3:41.04 | 39º   |